# Selección de voleibol sub-20 de Checoslovaquia
La selección de voleibol sub-20 de Checoslovaquia representó a Checoslovaquia en competencias internacionales de voleibol masculino y partidos amistosos menores de 19 años y fue gobernado por la Federación Checoslovaca de Voleibol, que era miembro de la Federación Internacional de Voleibol (FIVB) y también formaba parte de Confederación Europea de Voleibol (CEV).

## Participaciones

### Campeonato Mundial
| Campeonato Mundial de Voleibol Masculino Sub-19 | Campeonato Mundial de Voleibol Masculino Sub-19 |
| Año                                             | Pos.                                            |
| ----------------------------------------------- | ----------------------------------------------- |
| 1989                                            | 9°                                              |
| 1991                                            | 4°                                              |
| Total                                           | 2/2                                             |

El equipo nacional masculino de voleibol sub-19 de Checoslovaquia no compitió en ningún Campeonato Europeo juvenil porque el equipo se disolvió a fines de 1992 antes de que se celebrara el primer Campeonato Europeo juvenil en 1995.